# Guerres arabo-khazares
Les guerres arabo-khazares sont une série de conflits qui opposent les armées du khaganat khazar, un petit empire nomade de la région du Caucase, à celles du califat arabe au cours des premières années de son expansion militaire. 
L'enjeu de ces guerres est la prise de contrôle de la Transcaucasie, point le plus septentrional du jeune empire islamique. Les historiens distinguent généralement deux grandes périodes de lutte, la « première guerre arabo-khazare » qui prend place entre 642 et 652 environ et la « seconde guerre arabo-khazare » qui se déroule entre 722 et 737 environ. Les affrontements armés entre ces deux peuples comprennent également des offensives et raids plus sporadiques sur une période plus large, allant du milieu du VIIe siècle à la fin du VIIIe siècle.

## Contexte stratégique

### Le Caucase, frontière historique des empires orientaux
Les guerres entre Arabes et Khazars s'inscrivent dans une longue série de conflits entre les peuples nomades de la steppe pontique et les civilisations sédentaires établies au sud du massif du Caucase. Dès l'Antiquité classique, les deux principales voies d'accès à travers les montagnes que sont la passe de Darial, au centre, et la passe de Derbent, le long de la mer Caspienne, constituent des voies d'invasion pour les peuples du Nord tels que les Scythes ou les Huns,. La défense du Caucase contre ces attaques destructrices représente par conséquent l'une des tâches majeures qui incombent aux empires du Proche-Orient. Une croyance répandue au Moyen Âge veut qu'Alexandre le Grand ait édifié les portes d'Alexandre pour barrer la route aux hordes de « Gog et Magog », qui incarnent dans l'imaginaire médiéval le stéréotype du barbare buveur de sang et mangeur d'enfants.
Afin de protéger la frontière vulnérable le long de la mer Caspienne, les souverains de l'empire perse des Sassanides commencent à édifier une série de fortifications en pierre à Derbent. Les travaux débutent sous le règne de Péroz Ier (456-484) et se poursuivent jusqu'à celui de Khosro Ier (531-579). L'ensemble s'étend sur 45 km, du piémont du Caucase aux rives de la Caspienne, la forteresse de Derbent occupant le point central de ce complexe, ce que reflète son nom perse : Dar-band, « la porte dans la barrière, ».

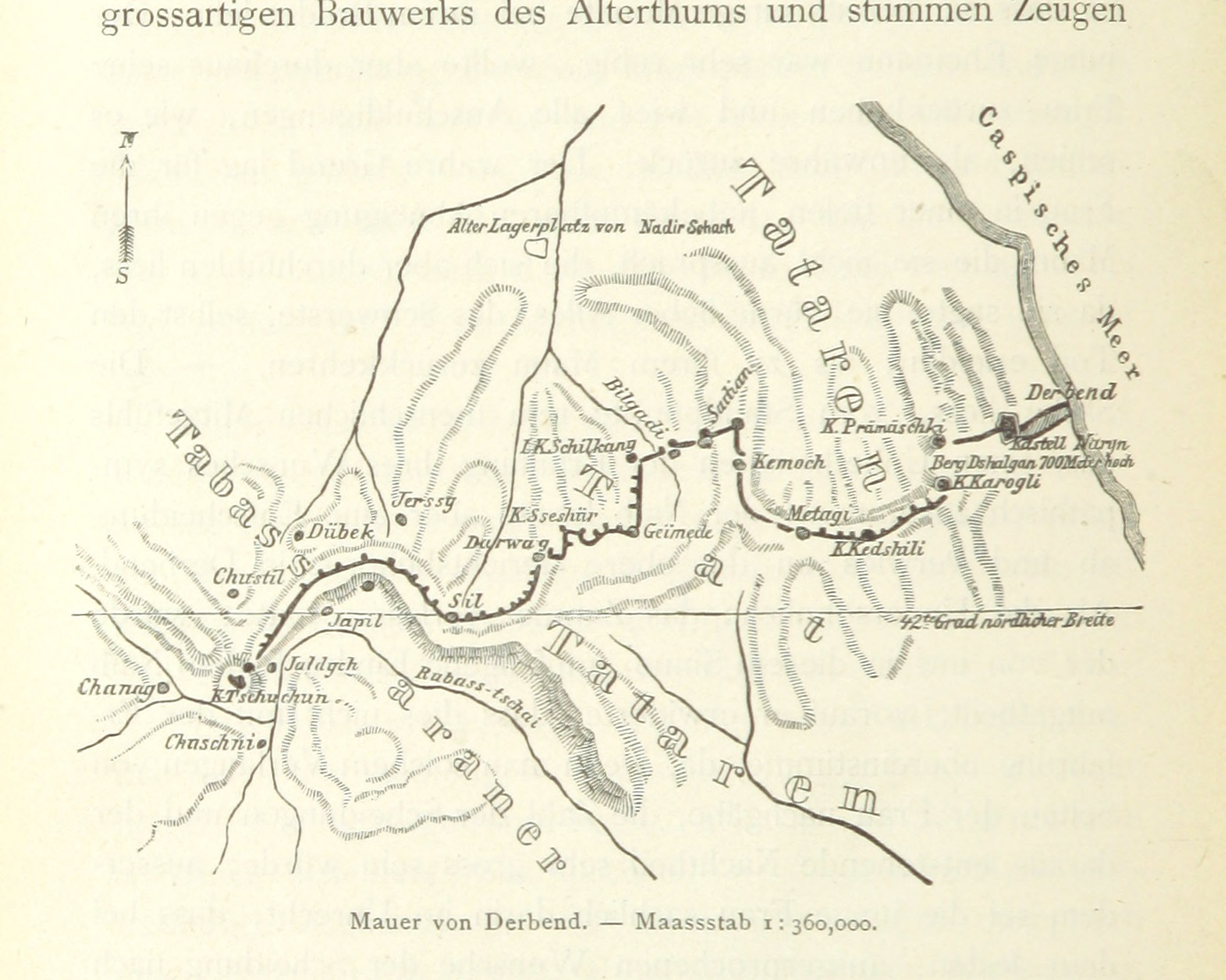
Plan des fortifications sassanides de Derbent.

### Deux sociétés en conflit: empire sédentaire contre hordes nomades
Les Khazars sont un peuple turc[réf. nécessaire] mentionné pour la première fois dans la région du Daghestan dans la deuxième moitié du VIe siècle, d'abord en tant que sujets du Khaganat turc, puis comme entité indépendante après l'effondrement du khaganat dans les premières années du VIIe siècle. Les auteurs du début du Moyen Âge les identifient à Gog et Magog et voient dans les fortifications sassanides de Derbent l'œuvre légendaire d'Alexandre,.
La légende de Gog et Magog est connue des Arabes ; le Coran les mentionne sous le nom de Yajouj et Majouj. Après les conquêtes des débuts de l'islam, les légendes des peuples conquis viennent s'ajouter aux leurs. Le califat musulman se présentent alors, pour les populations administrées, comme héritier des traditions sassanides (et byzantines, dans une moindre mesure), ce qui inclut une forme de « conscience civilisationnelle », passant par une politique de défense contre « les barbares du Nord ». La division du monde dans l'islam renforce ce sentiment à travers l'opposition entre Dar al-Islam, « domaine de l'islam », et Dar al-Harb, le « domaine de la guerre », auquel appartiennent les peuples turcs païens de l'aire khazare.

## Causes et nature du conflit

### L'expansionnisme omeyyade: une variable nouvelle
Contrairement à leurs prédécesseurs byzantins et sassanides dans la région, qui ne cherchaient qu'à contenir les peuples de la steppe à travers des fortifications et des alliances politiques, les Arabes ont, eux, des vues expansionnistes et souhaitent propager le domaine de l'Islam au-delà du Caucase. Ils envisagent très vite de poursuivre leurs conquêtes vers le nord, ce qui fait d'eux une menace pour l'indépendance des Khazars. Ces derniers suivent quant à eux la même stratégie que les peuples qui les ont précédé : si leurs raids les conduisent parfois à s'enfoncer en profondeur en Transcaucasie, voire en Mésopotamie ou en Anatolie, leur objectif n'est pas la conquête, mais seulement l'accumulation de richesses qui sont la clef de la survie des coalitions tribales, ainsi que la mise à l'épreuve des défenses des peuples sédentaires. Le contrôle des cols du Caucase constitue un objectif stratégique important pour eux.
La partie orientale du Caucase constitue le principal théâtre des affrontements entre les Arabes et les Khazars, les premiers s'efforçant de contrôler Derbent (appelée Bab al-Abwab « la Porte des portes » en arabe), ainsi que les villes khazares de Balanjar et Samandar. L'emplacement exact de ces deux villes est inconnu, mais elles pourraient avoir été les capitales d'hiver et d'été des Khazars, à en juger par les chroniqueurs arabes qui parlent de capitale à leur sujet. À la suite des offensives arabes, les Khazars déplacent ultérieurement leur capitale plus au nord, à Itil, près de l'embouchure de la Volga.

### Forces en présence
Les philosophies militaires des Arabes et des Khazars reflètent la nature de leurs sociétés respectives. Les armées arabes incluent des contingents significatifs de cavalerie légère et de cavalerie lourde, mais c'est l'infanterie qui constitue leur force principale, au point que le rôle de la cavalerie lors des batailles est souvent limité à des escarmouches en début de combat, les cavaliers descendant ensuite de leur monture pour se battre à pied. Tout en ayant adopté certaines caractéristiques des civilisations sédentaires du sud, les Khazars restent un peuple tribal et semi-nomade dont la pratique de la guerre, fondée sur une cavalerie expérimentée et très rapide, est similaire à celle des autres peuples de la steppe d'Asie centrale. Même s'ils ont des villes, leur empire ne possède pas une organisation administrative complexe, ni de centre de pouvoir fixe dont la prise permettrait aux Arabes de remporter une victoire rapide.

### Liens avec les guerres arabo-byzantines
Les conflits entre Arabes et Khazars sont liés à ceux qui opposent les Arabes à l'Empire byzantin dans l'est de l'Anatolie, un théâtre qui jouxte le Caucase. Les empereurs byzantins entretiennent des relations suivies avec les Khazars, avec lesquels ils sont quasiment alliés ; Justinien II épouse même une princesse khazare en 705,. La possibilité d'une jonction entre Byzantins et Khazars en Arménie constitue une menace grave pour le califat omeyyade, dont le cœur du pouvoir se situe non loin de là, en Syrie. En fin de compte, cette menace ne se concrétise jamais : les Omeyyades accordent une grande autonomie aux Arméniens et les Byzantins laissent cette région en paix. La menace posée par les raids des Khazars incite même les Arméniens (et leurs voisins géorgiens) à s'allier aux Omeyyades.
Pour certains byzantinistes comme Dimitri Obolensky, l'expansionnisme arabe vis-à-vis des Khazars s'explique par leur volonté de déborder les défenses byzantines par le nord et prendre en étau l'Empire byzantin. La plupart des chercheurs modernes ne considèrent pas qu'il s'agit d'une hypothèse valide, un tel projet exigeant des connaissances géographiques plus étendues que celles possédées par les Arabes à cette date. Rien ne prouve que les Arabes aient déjà été convaincus que l'Empire byzantin ne pourrait pas être conquis par leurs armées, et l'ampleur limitée des conflits arabo-khazars jusqu'aux années 720 suggère qu'ils n'ont pas de projets aussi grandioses en tête,. Il est plus vraisemblable que l'expansion arabe au-delà du Caucase soit (au moins au début) un simple prolongement des premières conquêtes de l'ère islamique, avec des gouverneurs locaux s'efforçant de saisir les opportunités qui se présentent à eux sans plan d'ensemble et peut-être même à l'encontre des ordres du califat, suivant un modèle observé ailleurs. D'un point de vue stratégique, il est beaucoup plus plausible que ce soient les Byzantins qui aient incité les Khazars à attaquer le califat afin de soulager la pression arabe sur leur frontière orientale. De fait, après le siège infructueux de Constantinople en 717-718, l'Empire byzantin bénéficie d'une période de répit dans les années 730-740 lorsque les armées omeyyades sont occupées sur leur frontière nord. Symboliquement, le futur empereur Constantin V (741-775) épouse la princesse khazare Tzitzak en 733.
Certains chercheurs avancent que le contrôle de la branche nord de la route de la soie puisse constituer un autre casus belli pour les Arabes. L'historien Gerald Mako ne pense pas que ce soit le cas : il souligne que le conflit arabo-khazar prend fin précisément au moment où la circulation sur la route de la soie connaît son plus fort développement, après le milieu du VIIIe siècle.

## La première guerre arabo-khazare

### Raids dans le domaine byzantino-sassanide

L'expansion du califat jusqu'en 750.

Les Khazars font leurs premières incursions dans le Caucase pendant la guerre byzantino-sassanide de 602-628 en tant que vassaux du khaganat turc occidental. Les forces turques pillent Derbent et viennent prêter main-forte à l'armée byzantine qui assiège Tiflis. Elles jouent un rôle décisif dans la victoire finale des Byzantins. Après la fin du conflit, les Khazars exercent une forme de contrôle sur l'Ibérie, l'Albanie/Arran et l'Adharbayjan, tandis que l'Arménie est occupée par les Byzantins. La présence khazare en Transcaucasie orientale prend fin vers 630-632, après la mort du souverain turc dans le cadre d'une guerre intestine,.

### Arrivée des Arabes
Les premiers contacts violents entre Arabes et Khazars sont le fruit de la première phase des conquêtes islamiques. Elles atteignent l'Arménie en 640, et mènent leur première campagne au-delà du Caucase en 642, sous la conduite d'Abd ar-Rahman ibn Rabiah (en),. D'après la Chronique de Tabari, le gouverneur perse de Derbent accepte de leur remettre la forteresse et même de leur porter assistance pour lutter contre les peuples du Caucase en échange d'une exemption de la djizîa pour lui et ses hommes. Le calife Omar (634-644) accepte et ratifie cette proposition.
En 645/646, les Arabes remportent une bataille en Arménie face à une armée byzantine renforcée par des contingents khazars et alains. Cette victoire leur permet de renforcer leur contrôle de la Transcaucasie dans la première moitié des années 650. En 652, la noblesse arménienne, menée par le prince Théodoros Rechtouni, reconnaît la suzeraineté du calife. L'Ibérie est soumise à la suite d'une révolte arménienne manquée en 654.

### Campagnes d'Abd ar-Rahman ibn Rabiah
D'après Tabari, les Arabes pénètrent en territoire khazar dès 642. Il affirme qu'Abd ar-Rahman ibn Rabiah parvient à atteindre Balanjar sans subir de pertes et que sa cavalerie mène un raid à 200 parasanges (800 km) au nord de la ville, mais les chercheurs modernes remettent en cause aussi bien la date que l'affirmation improbable selon laquelle les Arabes n'auraient subi aucune perte,. Depuis sa base à Derbent, Abd ar-Rahman se livre à de fréquentes incursions chez les Khazars dans les années qui suivent, mais les sources ne mentionnent aucun affrontement majeur durant cette période. En 651/652, il désobéit au calife, qui lui demande de se montrer prudent, et prend la direction du nord à la tête d'une grande armée pour s'emparer de Balanjar. Il met le siège devant la ville, mais quelques jours plus tard, il est pris en étau entre l'arrivée d'une force khazare de secours et une sortie des défenseurs et subit une lourde défaite. 4 000 Arabes trouvent la mort pendant la bataille, dont Abd ar-Rahman (ou son frère Salman, d'après al-Balâdhurî). Trois ans plus tard, les Khazars repoussent une campagne punitive menée par Habib ibn Maslama al-Fihri (en). Ils abandonnent peu après Balanjar et déplacent leur capitale plus au nord pour la mettre hors de portée des armées arabes.

### Troubles internes et retrait arabe
L'éclatement de la Première Fitna et la priorité accordée à d'autres fronts détournent l'attention des Arabes du Caucase jusqu'au début du VIIIe siècle. De leur côté, les Khazars ne mènent qu'une poignée d'attaques sur les principautés de Transcaucasie sous suzeraineté musulmane. Ils subissent une défaite en Albanie en 661/662, mais leur offensive de 683 ou 685 (en pleine Deuxième Fitna) leur permet d'acquérir un grand butin et de nombreux prisonniers. Le prince arménien Grigor Ier Mamikonian et le prince d'Ibérie Adarnassé II trouvent la mort en tentant de s'opposer à ce raid,.

## La deuxième guerre arabo-khazare

### Reprise en main de l'Arménie et nouvelle poussée au nord
Au début du VIIIe siècle, la présence byzantine dans le Caucase est réduite et le califat réduit l'Arménie au rang de simple province à la suite d'une révolte en 705. Seule la portion occidentale de la Transcaucasie échappe au contrôle des Arabes ou des Khazars, laissant les deux empires face à face pour une nouvelle période de conflit.
Dès 707, le général omeyyade Maslama ben Abd al-Malik mène une campagne en Azerbaïdjan qui l'amène jusqu'à Derbent, apparemment tombée aux mains des Khazars entre-temps. Les sources mentionnent des attaques supplémentaires sur Derbent par Mohammed ibn Marwan en 708, puis par Maslama de nouveau en 709, mais ce n'est vraisemblablement qu'en 713/714 que le califat reprend le contrôle de Derbent, à la suite d'une nouvelle expédition de Maslama,,. Ce dernier poursuit son avancée vers le nord et s'efforce de soumettre les Huns vassaux des Khazars qui vivent au nord du Caucase. Les Khazars réagissent en envoyant le général Alp Tarkhan pour l'arrêter et en conduisant des raids en Albanie,. En 717, ils mènent une grande offensive en Azerbaïdjan, mais ils sont repoussés par le général Hatin ibn al-Numan. Ce dernier se présente devant le calife avec cinquante prisonniers khazars ; c'est la première fois que les sources mentionnent un tel événement,.

### Le conflit s'intensifie
La guerre à proprement parler débute en 721/722. Durant l'hiver, 30 000 Khazars envahissent l'Arménie et infligent une défaite écrasante à l'armée (principalement composée de soldats syriens) du gouverneur local, Mi'laq ibn Saffar al-Bahrani, entre février et mars 722 à Marj al-Hijara,. Le calife Yazid II (720-724) réagit en envoyant 25 000 Syriens vers le nord sous la direction d'un de ses généraux les plus doués, al-Jarrah al-Hakami. En apprenant la nouvelle, les Khazars battent en retraite dans la région de Derbent, dont la garnison musulmane résiste encore. Son avancée rapide permet à al-Jarrah d'entrer sans rencontrer de résistance à Derbent, d'où il lance des expéditions en territoire khazar. Prenant la tête du gros de ses troupes, il remporte la victoire sur une armée de 40 000 Khazars menée par Barjik, un fils du khagan khazar, à un jour de marche au nord de Derbent. Les Arabes progressent vers le nord et s'emparent des villes de Khamzin et Targhu, dont les habitants sont déportés, avant d'arriver devant Balanjar. Il s'agissait d'une place forte à l'époque des premières attaques musulmanes, au milieu du VIIe siècle, mais ses fortifications semblent avoir été négligées entre-temps, car les Khazars doivent avoir recours à un fort de chariots pour assurer sa défense. Les Arabes percent les lignes ennemies et prennent d'assaut la ville le 21 août 722. La plupart des habitants de Balanjar sont tués ou réduits en esclavage, mais quelques-uns, parmi lesquels le gouverneur, parviennent à s'enfuir vers le nord. Les historiens arabes évoquent un butin considérable : d'après eux, chacun des 30 000 cavaliers aurait reçu 300 dinars d'or,
L'armée d'al-Jarrah prend le contrôle des forteresses voisines avant de poursuivre sa marche. Celle de Wabandar accepte de se rendre et de payer un tribut, mais la progression des Arabes est interrompue avant qu'ils n'atteignent Samandar,. L'armée principale des Khazars reste invaincue, et puisqu'elle ne dépend pas des villes pour son ravitaillement (comme toutes les armées nomades), les prises effectuées par les Arabes n'ont pas d'effet sur elle. Sa présence près de Samandar, ainsi que la rumeur de révoltes chez les tribus montagnardes du Caucase, contraignent al-Jarrah à battre en retraite vers Warthan, au sud des montagnes,. À son retour, il réclame au calife davantage de troupes pour vaincre les Khazars, ce qui reflète la violence des affrontements et suggère que sa campagne n'est peut-être pas un succès aussi éclatant que se plaisent à l'affirmer les historiens arabes,.
Les sources sont floues quant aux activités d'al-Jarrah en 723. Il semble avoir conduit une nouvelle campagne vers le nord, au-delà de Balanjar, mais il pourrait s'agir d'un simple doublon de celle de 722, ou de sa véritable date,. Les Khazars réagissent en menant des raids au sud du Caucase, mais al-Jarrah leur inflige une défaite cinglante en février 724, lors d'une grande bataille qui dure plusieurs jours entre la Koura et l'Araxe. Le nouveau calife, Hicham (724-743), promet d'envoyer des renforts, mais il ne tient pas sa promesse, ce qui n'empêche par al-Jarrah de s'emparer de Tiflis en 724. Il soumet l'Ibérie et les territoires alains et devient le premier général musulman à conduire ses armées à travers la passe de Darial. Ce faisant, il sécurise le col contre une possible attaque latérale des Khazars et offre au califat une deuxième voie d'accès vers le territoire ennemi.

### Nouveaux commandants et nouvelle campagne
En 725, al-Jarrah est remplacé par Maslama ben Abd al-Malik, un demi-frère du calife qui occupe déjà le poste de gouverneur de la Jazira (en),. Ce choix reflète l'importance du front khazar aux yeux de Hicham, car Maslama est l'un des généraux les plus réputés du califat omeyyade. Dans un premier temps, Maslama reste dans la Jazira pour se concentrer sur ses opérations contre les Byzantins et envoie al-Harith ibn Amr al-Taï s'occuper des affaires du Caucase. En 725, al-Harith se consacre au renforcement de l'autorité musulmane en Albanie du Caucase en menant des campagnes le long de la Koura contre le Lezgistan et le Khasmadan. Il prépare sans doute également le recensement prévu cette année-là,. Les Khazars repassent à l'offensive en 726 avec une attaque de grande ampleur sur l'Albanie et l'Azerbaïdjan menée par Barjik. Ils assiègent Warthan avec des mangonneaux, signe d'une sophistication militaire bien supérieure à celle d'une simple « horde barbare ». Al-Harith parvient à les vaincre sur les berges de l'Araxe et à les repousser au nord du fleuve, mais sa position est clairement précaire,.
Les événements de 726 décident Maslama à prendre lui-même la direction des opérations dans le Caucase. Il se retrouve l'année suivante face au khagan des Khazars en personne, dont la présence sur le front pour la première fois témoigne de l'intensification du conflit. Bénéficiant apparemment de renforts venus de Syrie et de la Jazira, Maslama passe à l'attaque. Il reprend le contrôle de la passe de Darial, dont les musulmans avaient apparemment perdu le contrôle depuis 724, et s'enfonce en territoire khazar où il guerroie jusqu'à ce que l'arrivée de l'hiver le contraigne à revenir en Azerbaïdjan,. Il repart à l'offensive l'année suivante et les historiens arabes rapportent que ses troupes luttent pendant trente ou quarante jours sous la pluie et dans la boue avant de remporter une victoire sur le khagan le 17 septembre 728. Alors qu'ils repartent vers le sud, les Arabes tombent dans une embuscade tendue par les Khazars. Au lieu de se battre, ils abandonnent leur train et s'enfuient par la passe de Darial,. À la suite de cet échec, le calife redonne la direction des opérations à al-Jarrah al-Hakami. En dépit des efforts qu'il a déployés, Maslama n'est pas parvenu à sécuriser la frontière caucasienne, au contraire : en 729, les Arabes ont perdu le contrôle du nord-est de la Transcaucasie et al-Jarrah doit défendre l'Azerbaïdjan contre une nouvelle offensive khazare,.

### La bataille d'Ardabil et la réaction arabe
En 729/730, al-Jarrah mène une nouvelle offensive en passant par Tiflis et par la passe de Darial. Les sources arabes affirment qu'il s'enfonce jusqu'à al-Bayda, la capitale khazare sur la Volga, mais les historiens modernes jugent que ce n'est guère probable. Une contre-attaque khazare dirigée par un certain Tharmach contraint al-Jarrah à retourner de l'autre côté du Caucase pour défendre l'Albanie. Les Khazars parviennent à contourner ses troupes à Barda, sans que l'on sache exactement s'ils empruntent la passe de Darial ou les portes Caspiennes, pour aller assiéger Ardabil, capitale de l'Azerbaïdjan qui abrite la majeure partie des colons musulmans dans la région, environ 30 000 hommes, femmes et enfants. En l'apprenant, al-Jarrah se précipite vers le sud et son armée rencontre celle des Khazars sous les murs d'Ardabil. Au terme de trois jours d'affrontements (7-9 décembre 730), la bataille de Marj Ardabil se solde par une défaite écrasante pour les Arabes, dont les 25 000 hommes sont presque totalement annihilés,,. Al-Jarrah ayant trouvé la mort, c'est son frère al-Hajjaj qui prend le commandement, mais il ne peut empêcher la mise à sac d'Ardabil. D'après l'historien Agapios de Manbij, les Khazars auraient fait plus de 40 000 prisonniers. Ils se livrent au pillage dans toute la région sans rencontrer de résistance et certains de leurs détachements s'enfoncent jusqu'à Mossoul, dans le nord de la Jazira, dangereusement près de la Syrie, cœur de la puissance omeyyade,,.
La défaite d'Ardabil est un choc brutal pour les musulmans : c'est la première fois qu'un ennemi pénètre aussi loin à l'intérieur des frontières du califat. Hicham nomme dans un premier temps un général vétéran, Saïd ibn Amr al-Harashi, à la tête des troupes qui doivent affronter les Khazars, tandis que Maslama se prépare à aller les affronter. Malgré le nombre limité d'hommes à sa disposition (il doit verser dix dinars d'or à des réfugiés d'Ardabil pour les convaincre de se battre), Saïd parvient à reprendre le contrôle d'Akhlat, au bord du lac de Van. De là, il prend la direction du nord-est, vers Barda, puis du sud, pour briser le siège de Warthan. Près de Bajarwan, il tombe sur une armée de 10 000 Khazars qu'il élimine presque entièrement, sauvant ainsi leurs 5 000 prisonniers musulmans. Les survivants s'enfuient au nord, pourchassés par Saïd,. Malgré ces succès, Saïd est relevé de ses fonctions au début de l'année 731 et même emprisonné pour un temps à Qabala et à Barda en raison de la jalousie de Maslama, que le calife a nommé de nouveau gouverneur d'Arménie et d'Azerbaïdjan,.
En arrivant dans le Caucase, Maslama passe immédiatement à l'offensive à la tête de soldats de la Jazira. Il restaure l'autorité du califat en Albanie et inflige une punition exemplaire aux habitants de Khaydhan, qui résistent à son arrivée. Il progresse ainsi jusqu'à Derbent, défendue par un millier de soldats khazars avec leurs familles. Il contourne la forteresse et poursuit sa route vers le nord. Le récit de cette campagne dans les chroniques arabes trahit peut-être des confusions avec celle de 728, mais il semble que Maslama se soit emparé de Khamzin, Balanjar et Samandar avant de devoir battre en retraite à la suite d'un affrontement avec le gros de l'armée khazare sous la conduite du khagan en personne. Les Arabes se retirent en pleine nuit, laissant leurs feux de camp allumés pour donner le change, et parviennent à rejoindre Derbent à marche forcée, couvrant la même distance en moitié moins de temps qu'à l'aller. Ils sont talonnés par les Khazars, qui passent à l'attaque près de Derbent. Assistés de conscrits de la région, les Arabes résistent à cet assaut jusqu'à ce qu'un détachement d'élite se fraie un chemin jusqu'à la tente du khagan, qu'ils parviennent à blesser. Encouragés par ce succès, les Arabes prennent l'ascendant et remportent la victoire. C'est probablement durant cette bataille, ou du moins pendant cette campagne, que le prince Barjik aurait trouvé la mort,.
Dans la foulée de sa victoire, Maslama empoisonne les points d'eau des Khazars de Derbent et reprend le contrôle de la ville, qu'il refonde sous la forme d'une colonie militaire peuplée par 24 000 soldats, en majeure partie des Syriens. Il repasse ensuite au sud du Caucase pour hiverner avec le reste de ses troupes, c'est-à-dire les contingents issus de la Jazira et du Qinnasrin (en). Pendant ce temps, les Khazars réoccupent leurs villes abandonnées. La reprise de Derbent ne semble pas avoir suffi à satisfaire le calife Hichamn, qui remplace son frère Maslama en mars 732 par un autre membre de la dynastie omeyyade, Marwan ibn Muhammad,.
Marwan mène une nouvelle expédition en pays khazar durant l'été de 732, à la tête de 40 000 hommes. Cette campagne est l'objet de récits contradictoires. D'après Ibn A'tham al-Kufi (en), Marwan s'enfonce jusqu'à Balanjar et ramène de nombreuses têtes de bétail à Derbent, mais sa description rappelle fortement les expéditions menées par Maslama en 728 et 731, ce qui la rend sujette à caution. Un autre historien, Ibn Khayyat (en), affirme de son côté que les opérations effectuées par Marwan sont d'ampleur beaucoup plus limitée, ne dépassant pas le voisinage immédiat de Derbent où il rentre passer l'hiver,. Marwan est plus actif au sud du Caucase où il accorde le titre de prince d'Arménie à Achot III Bagratouni, accordant ce faisant une large autonomie à cette région en échange d'un apport de troupes aux armées du califat. Cette concession exceptionnelle reflète selon Blankinship la situation désespérée dans laquelle se trouvent alors les Omeyyades en termes de recrutement militaire,. C'est vers cette date que les Byzantins et les Khazars renforcent leurs liens à travers le mariage du futur empereur Constantin V avec la princesse khazare Tzitzak,.

### La fin de la guerre et l'invasion de la Khazarie par Marwan
L'expédition de 732 est suivie d'une période de calme. Au printemps de 733, Marwan est remplacé comme gouverneur d'Arménie et d'Azerbaïdjan par Saïd al-Harachi, mais ce dernier ne conduit aucune campagne pendant les deux années où il occupe ce poste,. Pour Blankinship, son inaction est la conséquence de l'épuisement des armées arabes ; il note que la conquête musulmane de la Transoxiane connaît une pause au même moment après une série de défaites coûteuses. Pendant ce temps, Marwan se serait présenté devant le calife Hicham pour se plaindre de la politique suivie dans le Caucase. Il aurait demandé à être renvoyé dans la région avec les pleins pouvoirs et 120 000 hommes pour s'occuper des Khazars. Le gouverneur Saïd, qui souffre de problèmes de vue, demande à être relevé de ses fonctions en 735 et Marwan le remplace.
De retour dans le Caucase, Marwan est décidé à porter un coup décisif aux Khazars, mais il semble avoir été contraint de s'en tenir à des opérations d'ampleur limitée dans un premier temps. Il fonde une nouvelle base d'opérations à Kasak, à une vingtaine de parasanges de Tiflis et une quarantaine de Barda, mais ses premiers adversaires sont de simples chefs locaux,. En 735, Marwan s'empare de trois forteresses en Alanie près de la passe de Darial et il rétablit un souverain local, Tuman Chah, comme client du califat. En 736, il affronte un autre prince de la région, Wartanis. Il est tué en voulant fuir la prise de sa forteresse, dont les défenseurs tués malgré leur reddition. Agapios affirme que les Arabes et les Khazars ont conclu une trêve durant cette période, mais les historiens arabes minimisent cette information ou prétendent qu'il s'agit d'une ruse de Marwan pour gagner du temps et dissimuler ses véritables intentions,.
Marwan prépare une opération de grande ampleur en 737 afin de mettre un terme définitif au conflit. Il se serait rendu en personne à Damas pour plaider sa cause auprès du calife, avec succès. Bal'ami affirme qu'il reÃ§oit 150 000 soldats en comptant l'armée régulière de Syrie et de la Jazira, des volontaires du djihad, les Arméniens d'Achot Bagratouni ; même les auxiliaires et les serviteurs sont armés. Même si ce chiffre est inexact, l'armée de Marwan est d'une taille considérable et sans doute la plus vaste jamais envoyée par le califat contre les Khazars,. Marwan commence par assurer ses arrières en s'occupant des factions arméniennes hostiles à Achot et aux Arabes. Il envahit ensuite l'Ibérie et contraint le souverain de cette principauté géorgienne à s'enfuir en Abkhazie, royaume client de l'empire byzantin, où il trouve refuge dans la forteresse d'Anakopia. Marwan assiège Anakopia, mais une épidémie de dysenterie le contraint à battre en retraite.
Marwan lance ensuite une double offensive contre les Khazars. 30 000 hommes, parmi lesquels la plupart de ceux originaires des principautés caucasiennes, avancent le long de la mer Caspienne sous la direction du gouverneur de Derbent, Asid ibn Zafir al-Sulami, tandis que Marwan franchit la passe de Darial à la tête du corps principal de l'armée. Cette invasion ne rencontre qu'une opposition limitée. D'après les chroniqueurs arabes, Marwan aurait retenu prisonnier l'émissaire des Khazars et ne l'aurait laissé repartir, muni d'une déclaration de guerre en bonne et due forme, qu'une fois ses troupes bien avancées en territoire khazar. Les deux armées arabes convergent sur Samandar où prend place une grande revue des troupes. Ibn Atham rapporte que chaque soldat reçoit une nouvelle lance et une livrée neuve blanche, couleur dynastique des Omeyyades,. Marwan poursuit ensuite vers le nord et certains chroniqueurs arabes affirment qu'il atteint al-Bayda, la capitale khazare sur la Volga. Le khagan bat en retraite vers l'Oural, mais il laisse des forces considérables pour défendre la capitale. Blankinship note le caractère remarquable de la progression de Marwan, mais son intérêt stratégique est limité, car la capitale khazare n'est guère plus qu'un grand camp de tentes, à en juger par les descriptions laissées au siècle suivant par Ibn Fadlan et Istakhri.
Le déroulement ultérieur de la campagne n'est connu que par le récit d'Ibn Atham et des textes ultérieurs qui l'utilisent comme source. D'après lui, Marwan continue à avancer vers le nord et attaque les Burtas, un peuple slave vassal des Khazars dont le territoire s'étend jusqu'à celui des Bulgares de la Volga. Il s'empare de 20 000 familles, ou 40 000 individus selon d'autres sources. L'armée khazare, commandée par le tarkhan, suit la progression des Arabes sur l'autre rive de la Volga, mais refuse tout engagement militaire. Marwan fait traverser le fleuve à un détachement de 40 000 hommes sous la direction d'al-Kawthar ibn al-Aswad al-Anbari. Ce détachement prend les Khazars par surprise au beau milieu d'un marécage. Au cours de la bataille, les Arabes tuent 10 000 adversaires, dont le tarkhan, et font 7 000 prisonniers,. Le khagan aurait alors demandé la paix, sur quoi Marwan lui aurait laissé le choix entre « l'islam ou l'épée ». Ayant accepté de se convertir, le khaghan accueille deux fuqaha qui lui enseignent les préceptes de la foi musulmane, en particulier les interdits alimentaires,. Marwan obtient également un grand nombre de prisonniers slaves et khazars qu'il déporte dans l'est du Caucase. D'après Al-Baladhuri, 20 000 Slaves sont installés en Kakhétie et les Khazars sont envoyés dans le Lezghistan. Peu après leur arrivée, les Slaves tuent leur gouverneur et s'enfuient vers le nord, mais Marwan les rattrape et les extermine,.
La campagne de 737 constitue le point culminant des guerres arabo-khazares, mais ses résultats sont limités. Il est possible que les opérations arabes après la prise d'Ardabil aient dissuadé les Khazars d'effectuer des raids d'une aussi grande ampleur, mais de toute évidence, la reconnaissance de la suzeraineté omeyyade ou la conversion à l'islam du khagan ne sont rendues possibles que par une présence militaire arabe massive que le califat ne peut assurer de manière durable. En outre, la conversion du khagan n'est pas un fait indiscutable, car le récit d'al-Baladhuri, qui semble le plus proche des sources originales, suggère que c'est en réalité un seigneur moindre qui s'est converti et que les Arabes ont installé comme vassal dans le Lezghistan, autrement dit dans une région déjà soumise aux Omeyyades. Blankinship y voit la preuve du caractère implausible de la conversion du khagan. Par ailleurs, la cour khazare se convertit au judaïsme vers 740. Même si cette date traditionnelle est remise en cause par certaines études récentes, qui placent la conversion des Khazars au judaïsme au IXe siècle, cette décision reflète la volonté khazare d'affirmer leur indépendance vis-à-vis des Byzantins chrétiens comme des Arabes musulmans.

### Suites et conséquences de la deuxième guerre arabo-khazare
Quel que soit le déroulement réel des campagnes de Marwan, les affrontements entre Arabes et Khazars prennent fin après 737 pendant plus de vingt ans. Les premiers restent actifs dans le Caucase jusqu'en 741 avec une série d'expéditions contre une série de principautés du nord de la région : Sarir, Ghumik, Khiraj ou Khizaj, Tuman, Sirikaran, Khamzin, Sindan (aussi appelée Sughdan ou Masdar), Layzan ou al-Lakz, Tabarsaran, Sharwan et Filan. Ces expéditions ont pour objectif de contraindre leurs princes à verser un tribut (sous forme d'esclaves et de blé) ou à apporter leur assistance militaire aux armées du califat,. Pour Blankinship, elles relèvent davantage du raid de ravitaillement que d'un effort de conquête systématique. Douglas M. Dunlop estime au contraire que Marwan n'est pas passé loin de conquérir la Khazarie, mais qu'il n'a pas eu l'opportunité d'entreprendre de nouvelles campagnes contre le khagan.
Si les Omeyyades parviennent à établir une frontière plus ou moins stable au niveau de la forteresse de Derbent, ils sont incapables d'étendre leur domination plus au nord à cause de la résistance khazare,. Dunlop dresse un parallèle entre la situation dans le Caucase et les événements prenant place au même moment du côté des Pyrénées où, comme les Khazars, les Francs parviennent à la bataille de Poitiers à donner un coup d'arrêt aux conquêtes musulmanes. Peter B. Golden note que l'emprise arabe sur la Transcaucasie se maintient durant toute la période du conflit arabo-khazar, mais que celle-ci n'a jamais été vraiment menacée malgré les quelques raids khazars au sud du Caucase. Il souligne que les tentatives d'étendre le califat au nord de Derbent montrent les limites de la poussée impériale arabe.
Blankinship souligne la disproportion entre les gains minimes du califat pendant la seconde guerre arabo-khazare et l'importance des ressources engagées. Le contrôle arabe est limité aux basses terres et au littoral de la Caspienne, le reste de la région étant trop pauvre pour renflouer le trésor omeyyade. La nécessité de maintenir une garnison importante à Derbent affaiblit l'armée de Syrie et de la Jazira qui est le principal soutien du régime. Son implication aux frontières du califat contribue à l'effondrement de la dynastie omeyyade durant les guerres civiles de la fin des années 740 (en) qui aboutissent à la création du califat abbasside.

## Affrontements ultérieurs
Les Khazars reprennent leurs raids en terre musulmane après l'avènement des Abbassides et s'enfoncent loin en Transcaucasie. Ils reprennent le contrôle du Daghestan jusqu'aux alentours de Derbent au cours du IXe siècle, mais ne tentent jamais vraiment de contester la domination musulmane sur le sud du Caucase. Selon l'expression de Thomas S. Noonan, les guerres arabo-khazares s'achèvent sur un match nul.
Le premier conflit entre Khazars et Abbassides est le fruit d'une manœuvre diplomatique du calife al-Mansour (754-775). Afin de se rapprocher des Khazars, il ordonne vers 760 au gouverneur d'Arménie Yazid al-Sulami (en) d'épouser une fille du khagan. Les noces ont lieu, mais la mariée meurt deux ans plus tard en couches avec son enfant. Persuadé qu'elle a été empoisonnée, le khagan mène une série de raids dévastateurs sur le sud du Caucase entre 762 et 764. Ses troupes, menées par un général du Khwarezm nommé Ras Tarkhan, ravagent l'Albanie, l'Arménie et l'Ibérie, et elles s'emparent également de la ville de Tiflis. Yazid parvient à leur échapper, mais les Khazars rentrent au pays avec un butin important et des milliers de prisonniers,. Néanmoins, lorsque le prince géorgien déposé Nersé tente de convaincre les Khazars de l'aider à reconquérir son trône d'Ibérie en 780, le khagan refuse, probablement en raison de la dispute qui l'oppose aux Byzantins au sujet de la Crimée,.
Les relations arabo-khazares dans le Caucase restent paisibles jusqu'en 799, date du dernier grand raid khazar en Transcaucasie. D'après les sources géorgiennes, le khagan aurait ordonné à son général Buljan d'envahir l'Ibérie afin de lui ramener la princesse Chouchan, qu'il souhaite épouser. Ses troupes occupent la majeure partie du Karthli et s'emparent du prince Djouanscher Ier (786-807), le frère de Chouchan, mais cette dernière préfère se suicider qu'épouser le khagan. Furieux, ce dernier fait exécuter Buljan. Les chroniqueurs arabes font un récit différent de cette campagne. Le gouverneur d'Arménie Al-Fadl ibn Yahya (en), de la dynastie barmécide, aurait voulu épouser une fille du khagan qui serait morte en venant le rejoindre, à moins que (selon Tabari) les Khazars n'aient été invités par le fils du gouverneur de Derbent dont le père aurait été exécuté sur ordre du général Saïd ibn Salm (en). Les sources arabes s'accordent à affirmer que les Khazars s'enfoncent jusqu'à l'Araxe, réclamant l'intervention du gouverneur Yazid ibn Mazyad al-Shaybani (en) pour les repousser avec le soutien de Khuzayma ibn Khazim (en),,.
Arabes et Khazars continuent à s'affronter de manière sporadique dans le Caucase du Nord aux IXe et Xe siècles, mais ce sont des conflits d'ampleur réduites qui n'ont rien de comparable aux grandes campagnes du VIIIe siècle. L'historien ottoman Munejjim-bashi Ahmed Dede (en) signale une période de guerre entre 901 environ et 912 qui pourrait être liée aux expéditions des Rus' en mer Caspienne, les Khazars autorisant le libre passage des Rus' sur leur territoire. De fait, l'émergence de nouvelles menaces du côté des steppes rend la paix sur le Caucase d'autant plus précieuse pour les Khazars. La menace qu'ils constituent pour le califat diminue avec l'effondrement de leur puissance au Xe siècle face aux Rus' et autres nomades turcs tels que les Oghouzes. Le royaume khazar est alors réduit à la région de la basse-Volga, loin des principautés musulmanes du Caucase. Ainsi, quand Ibn al-Athîr évoque une guerre entre les Cheddadides de Gandja et les « Khazars » en 1030, il faut sans doute comprendre qu'il parle des Géorgiens. En fin de compte, les derniers Khazars trouvent refuge chez leurs anciens ennemis : Munejjim-bashi rapporte qu'en 1064, trois mille foyers khazars, qui constituent les derniers représentants de ce peuple, quittent leurs terres pour s'établir à Qahtan, dans le Daghestan.